# Gottfried Kottmann
Gottfried Kottmann (Zúrich, 15 de octubre de 1932-Rüdlingen, 6 de noviembre de 1964) fue un deportista suizo que compitió en remo y bobsleigh.
Participó en dos Juegos Olímpicos de Verano en los años 1960 y 1964, obteniendo en remo una medalla de bronce en Tokio 1964 en la prueba de scull individual. Además, ganó una medalla de bronce en el Campeonato Mundial de Bobsleigh de 1960.

## Palmarés internacional
| Juegos Olímpicos | Juegos Olímpicos | Juegos Olímpicos  | Juegos Olímpicos |
| Año              | Lugar            | Medalla           | Prueba           |
| ---------------- | ---------------- | ----------------- | ---------------- |
| 1964             | Tokio (Japón)    | Medalla de bronce | Scull individual |

| Campeonato Mundial | Campeonato Mundial         | Campeonato Mundial | Campeonato Mundial |
| Año                | Lugar                      | Medalla            | Prueba             |
| ------------------ | -------------------------- | ------------------ | ------------------ |
| 1960               | Cortina d'Ampezzo (Italia) | Medalla de bronce  | Cuádruple          |